# Patetico (glasbena skupina)
Patetico je slovenska jazz skupina iz Maribora, ki pod tem imenom ustvarja od leta 2003. Njen idejni vodja je pesnik in dramatik Rok Vilčnik, ki ustvarja besedila na jazz priredbe melodij znanih svetovnih izvajalcev (Marley, Waits, Morrison idr.) s pridihom swinga in šansona, interpretira pa jih kvartet v sestavi Nika Perunović (vokal), Ciril Sem (bobni), Dejan Berden (klavir) in Matjaž Krivec (kontrabas). Skupina je znana predvsem po izstopajoči glasovni interpretaciji vokalistke in Vilčnikovih besedilih, ki načrtno posegajo v področje patetike kot literarnega izraza.
V začetku je bilo mišljeno, da bi skupina priredila zgolj nekaj nastopov kabarejskega tipa in se nato razšla. Na drugem koncertu v mariborskem klubu Satchmo pa je tonski tehnik njihov nastop posnel, nakar je neavtorizirani posnetek (»bootleg«) hitro zakrožil v javnosti v obliki prepečenih CD-ploščkov in prek spleta. Posnetek je pritegnil veliko pozornost, k čemur je prispevalo neko podjetje, ki je CD v veliki količini razmnožilo in ga pred božičem razdelilo med svoje poslovne partnerje. Kasneje so ga med drugim kljub slabši kakovosti zvoka in elektronskem brnenju v celoti predvajali na Radiu Študent in Valu 202.
Njihov prvi uradni album je bil Prolog, izdan leta 2004 pri založbi Sanje, ki je bil pravzaprav mala plošča, na njej je bilo zaradi težav z dovoljenji za uporabo avtorske glasbe pet skladb. Tega leta so posneli tudi singel »Moj navihan Valentin«, ki ga je mobilni operater Mobitel izbral za glasbeno podlago prodajne akcije ob valentinovem, kar je skupini prineslo nagrado za avtorsko glasbo na 13. slovenskem oglaševalskem festivalu. Polni album z naslovom Patetico je pri isti založbi izšel konec leta 2006. Maja 2015, devet let po izidu »uradnega« prvenca, je pri založbi Celinka izšel njihov drugi album z naslovom Vse je v redu z mojo dušo, na katerem je Matjaža Krivca na kontrabasu zamenjal Tadej Kampl.